# منتخب تشيلي لهوكي الجليد
منتخب تشيلي لهوكي الجليد هو ممثل تشيلي الرسمي في المنافسات الدولية في هوكي الجليد
.